# Wizball
Wizball ist ein Computerspiel, das 1987 für verschiedene Heimcomputer erschien, zunächst für Commodore 64, Sinclair ZX Spectrum und Amstrad CPC. Das Spiel wurde von dem britischen Duo Sensible Software entworfen, das aus dem Programmierer Chris Yates und dem Grafiker Jon Hare bestand. Die Musik wurde von Martin Galway komponiert, der bald darauf für kurze Zeit Sensible Software zum Trio erweiterte. Den Vertrieb übernahm Ocean Software. Später erschienen noch Umsetzungen für den Amiga und Atari ST, diese wurden aber von anderen Teams erstellt.

## Handlung
Die Hintergrundgeschichte erzählt von der fiktiven Welt „Wizworld“, die vom Bösewicht Zark jeglicher Farbe beraubt wurde. Der Zauberer Wiz versucht, mit Hilfe seiner Katze Nifta den öden, grauen Leveln wieder volle Farbpracht angedeihen zu lassen. Der Spieler übernimmt dabei Manifestationen von Wiz und Nifta in Wizworld: Die grüne, animierte Kugel Wizball und deren Satelliten Catelite.

## Spielprinzip und Technik
Das Spielkonzept von Wizball verbindet das Genre des Shoot ’em up mit dem neuen Element des „Einfärbens“. Zunächst steuert man im Einzelspielermodus ausschließlich Wiz, der die Form einer Kugel, dem namensgebenden Wizball, einnimmt. Zu Anfang springt die Spielerfigur recht unbeholfen hin und her, aber ein Extrawaffensystem, das an „Nemesis“ erinnert, hilft schnell, Kontrolle über die Figur zu gewinnen. Eines der Extras ist Nifta, die Katze des Zauberers, die hier die Rolle des Satelliten übernimmt, wie es aus R-Type bekannt ist. Im Einzelspielermodus werden mit dem Joystick gleichzeitig der Zauberer und seine Katze gesteuert, im Zweispielermodus spielen die Spieler abwechselnd. Zusätzlich verfügt Wizball über einen "Team-Modus", in dem ein Spieler die Rolle von Wiz und der andere die Rolle von Nifta übernimmt. Es sind immer drei Level von insgesamt acht auf einmal begehbar, zudem finden sich in jeden Level spezielle Gegner, die Farbtropfen nach ihrem Ableben hinterlassen. Diese werden mit Niftas Manifestation Catelite aufgesammelt und am unteren Bildschirmrand angezeigt. Muss man zu Anfang gerade mal einen Level in rote Farbe tauchen, so gilt es später, recht komplexe Farbmischungen sammeln. Ein Wandern zwischen den Leveln ist somit unausweichlich. Nachdem man eine Farbe komplett gesammelt hat, geht es in eine Bonusrunde, wo man Punkte, Extras und Zusatzleben sammelt. Wiz färbt den Level kurz ein und man bewegt sich fortan in bunteren Gegenden.
Während einer Spielrunde können bis zu vier Spieler an der Runde teilnehmen. Sie spielen allerdings nicht gleichzeitig, sondern nacheinander – stirbt ein Spieler, ist der nächste an der Reihe.

## Produktionsnotizen
1992 brachte Sensible Software mit Wizkid einen Nachfolger heraus, der nur bedingte Ähnlichkeit mit seinem Vorläufer hatte, die Suche nach Wiz' entführten Eltern zum Inhalt hatte und den Ruhm des Originals nicht erreichte.
2007 veröffentlichte Graham Goring ein Remake von Wizball für Windows, eine Umsetzung für den macOS folgte im Anschluss. Auf der Projektwebsite wird auch ein Programmierer für eine Linux-Umsetzung aufgeführt, eine Version für dieses Betriebssystem ist jedoch bislang noch nicht als Download erhältlich.

## Rezeption
Wizball erhielt fast ausschließlich positive Bewertungen. Die beiden wichtigsten zeitgenössischen deutschsprachigen Spielemagazine vergaben Höchstwertungen, so zum einen das Happy-Computer-Spielesonderheft 4 eine Wertung von 92 %, zum anderen ASM in Ausgabe 9/1987 die Auszeichnung „ASM Hit“. Retrospektiv hielt das Magazin Retro Gamer fest, dass Wizball „zu Recht zu den besten C64-Spielen aller Zeiten gerechnet wird“. Rezensent Knut Gollert begründete sein Urteil damit, dass das Spiel eine „schöne Spielidee, grandiose Umsetzung, saubere Lernkurve, einzigartigen Soundtrack und superbe Grafik“ biete. Die 64’er hielt noch im September 1989, also zwei Jahre nach Erscheinen des Spiels, fest, dass Wizball „von seiner grafischen und akustischen Umsetzung her (…) das gelungenste Spiel für den C64“ sei. Als besonders hervorzuhebenden Punkt benannte das Magazin die „unkomplizierte und intelligente“ Steuerung.